# George William Hill
George William Hill (3 de marzo de 1838 – 16 de abril, de 1914) fue un astrónomo y matemático estadounidense .

## Semblanza
Hill nació en Nueva York, y se trasladó con su familia a West Nyack cuando tenía ocho años. Después de asistir a la escuela secundaria, Hill se graduó por la Universidad de Rutgers en 1859. De 1861, trabajó en el Nautical Almanac Office en Cambridge, Massachusetts. Su trabajo se centró en las matemáticas que describen el problema de los tres cuerpos, después estudió la perturbación ejercida por los planetas Júpiter y Saturno en la órbita de la Luna alrededor de la Tierra.
Llegó a presidente de la American Mathematical Society en 1894, ocupando el cargo durante dos años. Fue elegido miembro de la Sociedad Real de Edimburgo en 1908, así como a las academias de Bélgica (1909), Christiania (1910), Suecia (1913) y Holanda (1914) entre otras.
Murió en West Nyack, Nueva York.

## Honores
Los premios 
- Medalla de oro de la Real Sociedad Astronómica (1887)
- Damoiseau Prize del Instituto de Francia (1898)
- Medalla Copley (1909)
- Medalla Bruce (1909)

En su honor recibieron su nombre 
- El cráter Hill en la Luna
- El Asteroide: (1642) Hill